# 아나닌데우아

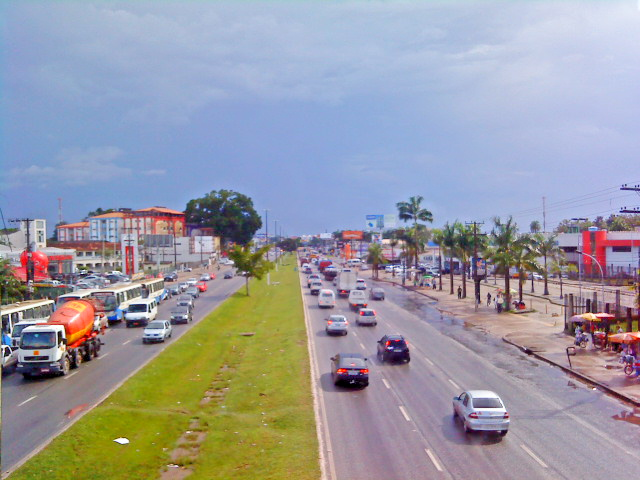
아나닌데우아

아나닌데우아의 위치

아나닌데우아(포르투갈어: Ananindeua)는 브라질 파라주의 도시로 면적은 185.057km2, 높이는 20m, 인구는 471,744명(2010년 기준), 인구 밀도는 2,549.18명/km2이다.